# Panopa croizati
Espèce
Synonymes
- Mabuya croizati Horton, 1973

Panopa croizati est une espèce de sauriens de la famille des Scincidae.

## Répartition
Cette espèce se rencontre :
- au Venezuela dans les États de Sucre et d'Anzoátegui ;
- au Brésil dans l'État de São Paulo.

## Description
C'est un saurien vivipare.

## Publication originale
- Horton, 1973 : A new species of Mabuya (Lacertilia: Scincidae) from Venezuela. Journal of Herpetology, vol. 7, no 2, p. 75-77.